# Pacific Adventure
Pacific Adventure è una nave da crociera della compagnia di navigazione P&O Cruises Australia.

## Storia

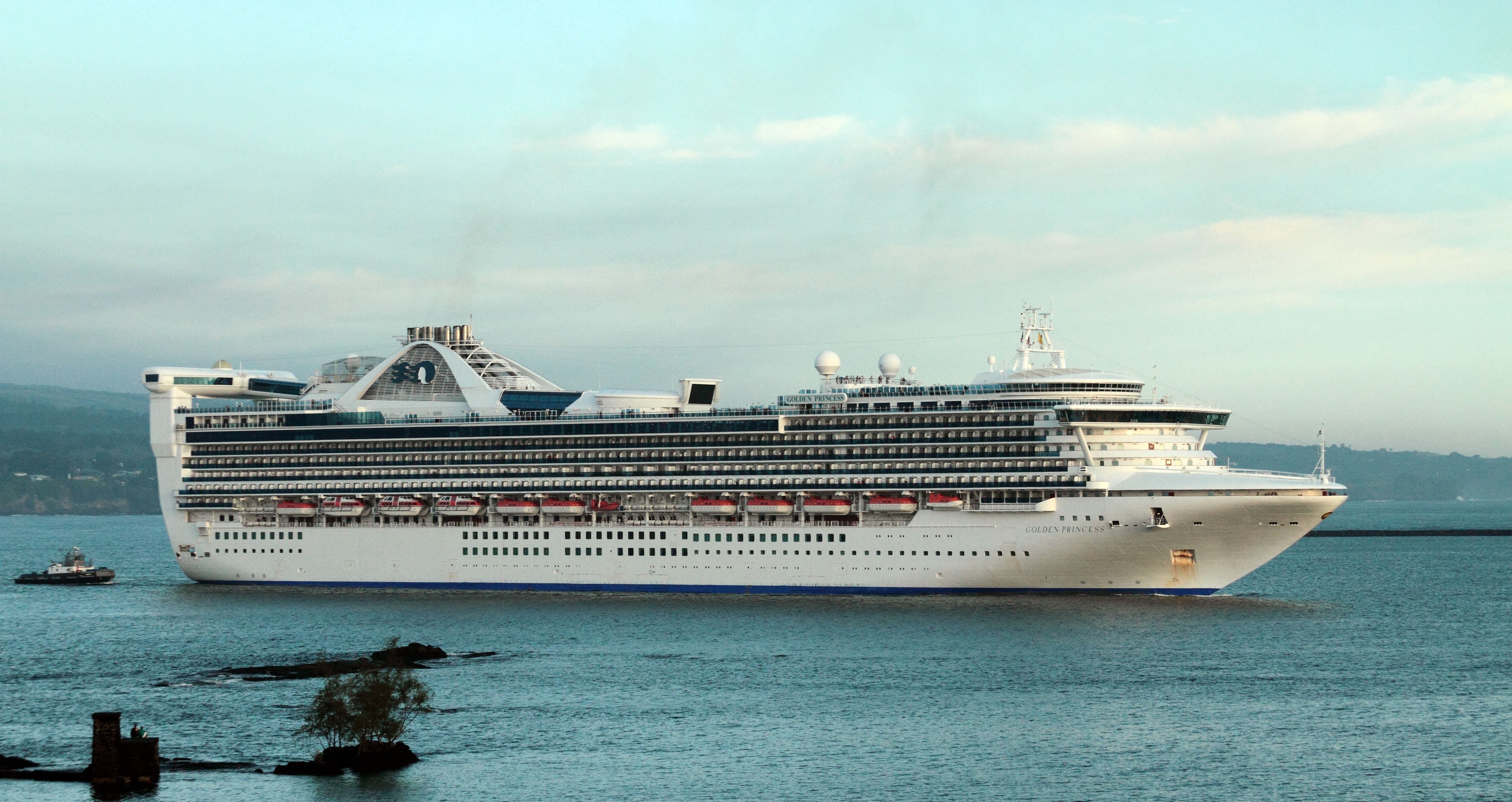
Golden Princess in servizio per Princess Cruises nella Baia di Hilo nel 2010.

Seconda unità della classe Grand, è stata costruita dai cantieri Fincantieri di Monfalcone e consegnata nel 2001 a Princess Cruises come Golden Princess. Dopo la presentazione ufficiale a Southampton, partì nello stesso anno per il viaggio inaugurale nel Mediterraneo. Fu battezzata ufficialmente solo dopo circa un anno di servizio, il 17 aprile 2002, da Merlisa George, Miss Isole Vergini Americane 2002, a Saint Thomas. Nel corso della sua carriera ha effettuato crociere nella quasi totalità del globo (Mediterraneo, Nord Europa, Caraibi, Nord America, Sud America, Asia Pacifica, Australia). 
Nel 2017, Carnival Corporation ha annunciato che Golden Princess sarebbe stata, dal 2020, trasferita nella flotta P&O Cruises Australia (al posto di Carnival Splendor, come inizialmente preventivato), ristrutturata e adeguata per il mercato australiano e rinominata Pacific Adventure .

### Casi di COVID-19
Nel marzo 2020, durante una crociera in Oceania, alcuni passeggeri hanno presentato febbre e sintomi da SARS-CoV-2, per cui sono stati isolati prima di rientrare anticipatamente a Melbourne. Tutte le crociere previste fino a ottobre 2020 sono quindi state cancellate.

## Navi gemelle
- Grand Princess
- Pacific Encounter (ex Star Princess)